# Avenida Perú
Avenida Perú es una teleserie peruana que fue emitida y producida por ATV. Protagonizada por Gerardo Zamora, Gabriela «Gala Brie» Gastelumendi y Nidia Bermejo, con la participación antagónica de Jesús Neyra. Además cuenta con las actuaciones estelares de Lorena Caravedo, Carlos Cano de la Fuente, Alexandra Graña y la reaparición en televisión de Tula Rodríguez.
Fue estrenada el 20 de mayo de 2013 a las 8:00 p. m. en sustitución de Corazón valiente. Fue emitida por última vez el 5 de noviembre de 2013.

## Historia
Es la historia de Hildebrando, un joven que vive junto a su abuela en la provincia de Andahuaylas, un día durante la fiesta de la Virgen de Cocharcas, las joyas de la venerada imagen sufre un robo por parte de un amigo suyo e Hildebrando es acusado injustamente por la población de dicho robo y se ve en la obligación de huir rumbo a Lima, la única ciudad fuera de la suya donde tiene parientes, para reconstruir su vida y encontrar las pruebas suficientes para demostrar su inocencia.
En la capital llega a vivir a casa de su madrina Camucha, quien en principio busca aprovecharse de la necesidad económica de su ahijado, Hildebrando vive perdidamente enamorado María Alejandra una participante del reality juvenil Combate, ella tiene una relación con Sebastián, un joven prepotente, manipulador y esquizofrénico.
Un día Hildebrando conoce a María Fe a quien la salva de morir en un conflicto en el mercado de la parada y ella se queda impresionada por su valentía y siente una fuerte atracción hacia él.

## Elenco
- Gerardo Zamora como Hildebrando Huamán Rojas / «Nicolás».
- Nidia Bermejo como María Fe Flores Donayre.
- Gabriela «Gala Brie» Gastelumendi como María Alejandra Monteverde Parodi.
- Jesús Neyra como Sebastián Neuhaus Cisneros / Mateo.
- Carlos Cano de la Fuente como Rogelio Concha y Maña.
- Flor Castillo como Prudencia Rojas.
- Javier Valdés como Felipe Monteverde Terry.
- Lorena Caravedo como Carmen León.
- Alexandra Graña como Andrea Stigler Velarde.
- Francisco Cabrera como Ulises Huarcayo Alva.
- Tula Rodríguez como Yessenia Amasifuén.
- Dante del Águila como Juan José «Juanjo» Amasifuén.
- Carolina Cano como Monique Aguirre Córdova.
- Daniel Neuman como Jerson Mesías Luna.
- Milagros López Arias como Wendy Rosas Gamarra.
- Carlos Mesta como Jerónimo Flores Espinoza.
- Mónica Madueño como Maisa Parodi.
- Anaí Padilla como Carola Ocaña Vargas.
- Claudio Calmet como Thiago Pereira Isasi.
- Sebastián Monteghirfo como Alfredo García.
- Carlos Thornton como Gustavo Ricotti.
- Jaime Phillips Calle como Warren Yáñez Zevallos.
- Miguel Ángel Álvarez como Ángel Rey.
- José Luis Ruiz como Fernando Rodríguez.
- Martín Velásquez como Darío Escobar Parodi.
- Sergio García-Blásquez como Brandon Solano Pérez.
- Daniela Camaiora como Valeria Calmet.
- Nicolás Fantinato como Benito Gálvez Rosado.
- Mónica Rossi como Rebeca Del Busto Alzalde.
- Javier Dulzaides como Lucas Flores Donayre.
- Oriana Cicconi como Dorita Sánchez.
- Macla Yamada como Lucía Del Busto.
- Natalia Montoya como Leticia Donayre Ortiz.
- Desirée Franco como Rubí Mesías Luna.
- Elisa Tenaud como Shirley Bravo.
- Alonso Cano como Rubén Aguirre Córdova.
- Carlos Lozano como Santiago de Abascal.
- Renzo Schuller como Él mismo.
- Gian Piero Díaz como Él mismo.